# Sri Lanka
Sri Lanka (en singalès:ශ්‍රී ලංකා, Śrī Laṃkā i en tàmil: இலங்கை, Ilaṅkai) és un estat asiàtic de tradició mil·lenària famós per ser un puntal de saviesa en l'antiguitat i per ser avui un dels països més densament poblats. Abans del 1972 era conegut amb el nom de Ceilan. És un país insular situat al sud-est de l'Índia i banyat per les aigües de l'oceà Índic. Originalment conegut com a Heladiva, està habitat per més de vint milions de persones. L'illa va ser coneguda en l'antiguitat com Lanka, Lankadvīpa, Simoundou, Taprobane, Serendib i Selan. Va ser denominada popularment com l'«illa dels mil noms». Durant la seva colonització, l'illa va prendre el nom, en anglès, de Ceylon, que es va continuar utilitzant posteriorment. La seva particular forma i la seva proximitat a l'Índia van fer que l'anomenessin la «Llàgrima de l'Índia».
Per la seva ubicació en el camí de les principals rutes marítimes, Sri Lanka és un vincle naval estratègic entre l'Àsia occidental i el sud-est asiàtic, i ha estat un centre de la religió i la cultura budista de l'antiguitat. Avui en dia és un país multireligiós i multiètnic, en el qual gairebé un terç de la població és seguidor de religions diferents del budisme, especialment l'hinduisme, el cristianisme i l'islam. La comunitat singalesa és majoria. Els tàmils, que es concentren al nord i a l'est de l'illa, constitueixen la minoria ètnica més important. Altres comunitats inclouen els musulmans àrabs, malais i els burghers.
Famosa per la producció i exportació de te, el cafè, el cautxú i el coco, Sri Lanka compta amb una progressiva i moderna economia industrial i el més alt ingrés per capita a l'Àsia meridional. La bellesa natural de Sri Lanka pels seus boscos tropicals, les seves platges i el seu paisatge, així com el seu ric patrimoni cultural, converteixen l'illa en una destinació turística de fama mundial.
Després de més de dos mil anys de regnes i governs locals, parts de Sri Lanka van ser colonitzades per Portugal i els Països Baixos a partir del segle xvi, abans que el control de tot el país fos cedit a l'Imperi Britànic el 1815. Durant la Segona Guerra Mundial, Sri Lanka va ser una base important per a les forces aliades en la lluita contra l'Imperi japonès. Un moviment polític nacionalista va sorgir al país a principis del segle xx per tal d'obtenir la independència política, que va ser finalment acordada amb els britànics després de les negociacions de pau el 1948.
La història de Sri Lanka ha estat marcada durant més de dues dècades per un conflicte ètnic entre el govern nacional i el moviment insurgent Tigres d'Alliberament de l'Eelam Tamil (Liberation Tigers of Tamil Eelam o LTTE en anglès). A principi del 2002 els dos bàndols en conflicte van acordar un alto el foc, el qual va ser trencat en reiterades oportunitats per ambdues parts. A principi del 2009 el govern nacional va iniciar una ofensiva contra els Tigres que va durar diversos mesos i va resultar en l'aniquilació de la guerrilla i la mort dels seus alts comandaments, però amb un altíssim cost de vides civils.

## Història
El Paleolític hi presenta peces de caràcter mosterià, i la tipologia arriba a incloure fulles de tosc aspecte aurinyacià. Durant el Mesolític es desenvolupà una cultura amb micròlits. El neolític fou portat a l'illa en un estadi avançat pels vedes, que, procedents probablement de l'Índia, hi introduïren un einam de talla molt rudimentària. Els vedes actuals tenen una cultura molt endarrerida, empren eines de quarsites tallades, semblants a les trobades en diverses coves prehistòriques de Sri Lanka, amb la qual cosa aquesta fase cultural pot ésser comparada amb una mena de paleolític inferior. Anomenada Lankā a les antigues obres sànscrites, rebé posteriorment el nom de Taprobane o Tambapanni.
La seva història es caracteritza per les freqüents invasions de què ha estat objecte. Durant l'antiguitat fou habitada pels vedes, i, segons el Rāmāyana, fou conquerida per Rāma i defensada per Rāvana. En el segle vi aC fou envaïda per Viajya, príncep del nord de l'Índia, el qual es casà amb la filla del rei i inaugurà una dinastia que durà vuit segles. El 307 aC, durant el regnat de Tissa, hom adoptà el budisme com a religió nacional, i Sri Lanka arribà a ésser un dels principals centres d'aquesta religió. Els tàmils feren diverses incursions a l'illa durant els segles XI, XIII i XIV, i els xinesos, que n'utilitzaven el port per a comerciar amb els àrabs, n'ocuparen una part, del 1408 al 1438. El 1505 hi fou iniciada la penetració dels portuguesos amb Lorenzo de Almeida; el 1520 construïren una fortalesa a Colombo.
El domini portuguès s'expandí el 1560 amb motiu de l'atac de la ciutat de Jaffna per part pel virrei de l'Índia Constantí de Braganza, amb l'excusa que el rei perseguia els cristians. A partir del segle XVII els holandesos substituïren gradualment els portuguesos: el 1602 l'expedició de Joris van Spilbergen desembarcà a Batticaloa i s'alià amb Vimala Dharma Surya I, el rei de Kandy, enemic dels portuguesos i en 1619 arribà una expedició danesa que fou expulsada pels portuguesos. A poc a poc passaren als holandesos totes les possessions portugueses: Gālla, Negombo (1644), Colombo (1656), Manar i Jaffna (1658). El domini neerlandès, que durà fins al segle xix, només respectà la independència del regne de Kandy. Els britànics intentaren d'establir-s'hi a mitjan s. XVIII, però no ho aconseguiren fins a la fi del segle: en 1795-96 Stewart ocupà Trincomalee, Jaffna, Kalpitiya, Noganuva i Colombo. Per la pau d'Amiens (1802), Sri Lanka passà a la Gran Bretanya, que l'annexà a la presidència de Madràs. Kandy resistí als anglesos i continuà independent fins al 1815. La colonització britànica fomentà l'agricultura de plantació, de la qual la que més prosperà fou la del cautxú. El 1931 fou aprovada una constitució en la qual hom feia electiu quasi tot el consell d'estat, i el 1946 hom arribà a una plena autonomia interior sota un gabinet responsable.
El 1948 esdevingué un estat independent pertanyent a la Commonwealth, amb el nom de Ceilan. L'any següent fou aprovada la llei que privà del dret de vot els tàmils. El Front Unit del Poble, encapçalat per Salomon Bandaranaike, amb idees socialistes força moderades, guanyà les eleccions del 1956 enfront dels conservadors, que detenien el poder des del 1948.
Després de l'assassinat de Bandaranaike el 1959 i del curt govern de Wijayanada Dehanayake, les eleccions del juliol del 1960 donaren la victòria al Partit de la Llibertat, dirigit per Sirimavo Bandaranaike, vídua de Salomon, la qual seguí una política de tipus socialista similar a la del Front Unit del Poble; l'aliança amb el Partit Comunista (1964) fou una de les causes que Bandaranaike fos derrotada a les eleccions del 1965, però uns quants anys després (maig del 1970) Bandaranaike i el Front Unit (integrat pel Partit de la Llibertat, el Partit Lanka Sama Samaja, trotskista, i el Partit Comunista) aconseguiren novament la direcció del país. El 1972 deixà d'ésser una monarquia dins el Commonwealth i es convertí en república independent amb el nom actual.
El govern de Bandaranaike limità la propietat privada i nacionalitzà (1975) les empreses del país i les estrangeres. Les eleccions del 1977 donaren el poder al Partit Nacional Unit, que tot seguit aprovà una esmena constitucional que transformà el règim en presidencialista. J.R.Jayewardene es convertí, l'any 1978, en el primer president de Sri Lanka (reelegit el 1982), càrrec des del qual promogué una nova constitució (1978).
El 2017 van ressorgir tensions entre la minoria musulmana i la majoria budista que portaren víctimes mortals arribant a declarar-se l'estat d'emergència el març de 2018.
El diumenge de Pasqua del 2019 Sri Lanka va patir una cadena d'atemptats en hotels i esglésies que va deixar un balanç provisional de 290 morts i més de 500 ferits.

## Política
Fins al 1970 Sri Lanka era un domini membre del Commonwealth amb un règim parlamentari a l'anglesa. El 1972 es convertí en república independent, tot i que continuà dins la Commonwealth. Segons la constitució del 1978, és una república presidencialista. El poder executiu resideix en el cap de l'estat, elegit cada sis anys. El legislatiu l'exerceix un parlament unicameral, el qual es renova totalment cada sis anys. Sri Lanka és membre de l'ONU.
La Constitució de Sri Lanka estableix un estat unitari de règim democràtic: la República Socialista de Sri Lanka. El govern és una barreja de sistema presidencial i parlamentari. El President de Sri Lanka és també cap d'Estat, comandant en cap de les forces armades i president del govern; és designat per votació popular per a un mandat de sis anys. En l'exercici dels seus deures, el President rendeix comptes al Parlament que és un òrgan legislatiu unicameral de 225 representants. El president designa el seu gabinet de ministres entre els diputats elegits. El Primer Ministre dirigeix el partit governant a la cambra i comparteix moltes responsabilitats executives, principalment en assumptes domèstics.
Els diputats són elegits per sufragi universal. Els representants són reelegits cada sis anys. La representació parlamentària està basada en un sistema proporcional per districtes amb una particular regla: el partit que obté la majoria de vots en cada districte electoral, guanya, a més, un escó suplementari. El president pot convocar, suspendre o clausurar una sessió legislativa i dissoldre el Parlament en qualsevol moment després del seu primer any de mandat.
L'1 de juliol de 1960, el poble de Sri Lanka va triar la primera dona que es convertí en primera ministra al món: Sirimavo Bandaranaike. La seva filla, Chandrika Kumaratunga, ha servit en diversos governs com a primera ministra i com a presidenta entre 1999 i 2005. El president actual és Mahinda Rajapaksa, que va assumir el càrrec el 21 de novembre de 2005. Ratnasiri Wickremanayake és actualment el primer ministre des de la mateixa data.
Sri Lanka ha gaudit el període més llarg de democràcia parlamentària en un país no occidental. La política a Sri Lanka està controlada per coalicions rivals dirigides pel Partit de la Llibertat de Sri Lanka, una agrupació d'Esquerra, dirigida pel president Rajapaksa, i pel Partit Nacional Unit, situat al centredreta dirigit per l'anterior primer ministre Ranil Wickremesinghe. Hi ha altres partits minoritaris, com el Partit Budista, el Partit Socialista i els partits nacionalistes tàmils que s'oposen al separatisme dels Tigres de l'Alliberament Tamil Eelam però demanden autonomia i majors drets regionals. Des de 1948 Sri Lanka és membre de l'Organització de Nacions Unides. També forma part del Moviment de Països no Alineats, del Pla Colombo, del Fòrum de Cooperació Econòmica Àsia-Pacífic i de l'Associació Sudasiática per a la Cooperació Regional.
Durant la Guerra Freda, Sri Lanka va seguir una política exterior de no alineament, acostant les seves posicions als Estats Units i a l'Europa occidental. Les Forces Armades de Sri Lanka, sota la direcció del Ministeri de Defensa, estan compostes per l'Exèrcit, l'Armada i la Força aèria singalesa. Des dels anys vuitanta, l'exèrcit ha dirigit la resposta del govern contra els militants marxistes del JVP i ara les forces militants de l'agrupació Tigres de l'Alliberament Tamil Eelam. Sri Lanka rep ajuda militar considerable del Pakistan, la Xina, els Estats Units i el Regne Unit.

### Partits Polítics
- Organitzacions tàmils de Sri Lanka
- All Ceylon Tamil Congress
- Tigres d'Alliberament de Tamil Eelam
- Congrés Musulmà de Sri Lanka

## Organització territorial

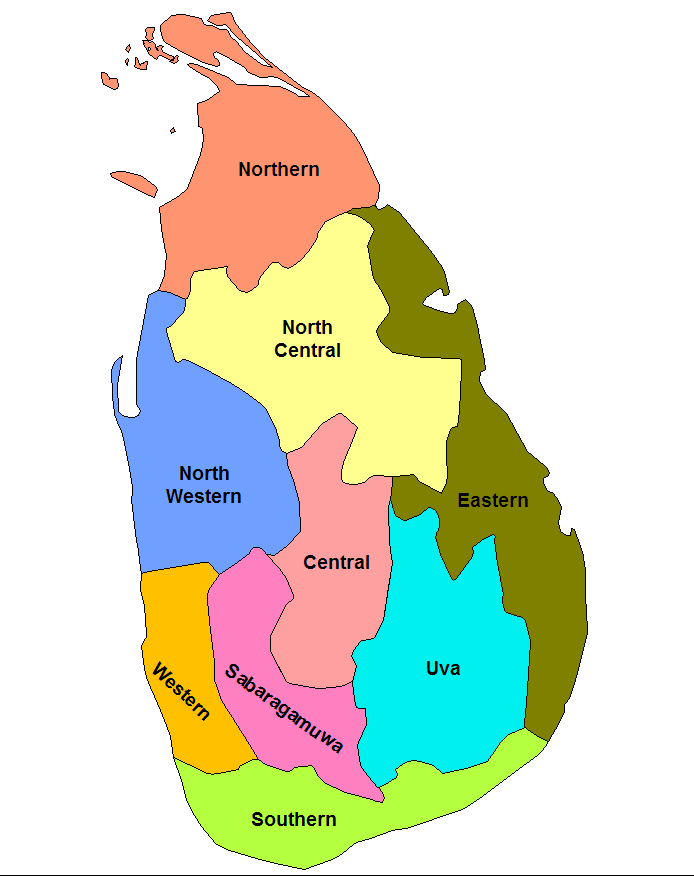
Distribució en el mapa de les províncies de Sri Lanka

L'organització territorial de Sri Lanka manté la divisió en nou províncies de finals del segle xix, malgrat algunes variacions temporals que es van produir arran dels aixecaments tàmils, que controlaven l'anomenat Tamil Eelam.
Cada província compta amb un Consell Provincial que l'administra.

### Províncies de Sri Lanka
| Província    | Capital      | Superfície (km²) | Població (hab) | Densitat (hab/km²) |
| ------------ | ------------ | ---------------- | -------------- | ------------------ |
| Central      | Kandy        | 5.674            | 2.423.966      | 435                |
| Est          | Trincomalee  | 9.996            | 1.419.602*     | 152                |
| Nord         | Jaffna       | 8.884            | 1.040.963*     | 117                |
| Nord Central | Anuradhapura | 10.472           | 1.104.677      | 105                |
| Nord-oest    | Kurunegala   | 7.888            | 2.169.892      | 275                |
| Oest         | Colombo      | 3.684            | 5.381.197      | 1.461              |
| Sabaragamuwa | Ratnapura    | 4.948            | 1.801.331      | 364                |
| Sud          | Galle        | 5.544            | 2.278.271      | 411                |
| Uva          | Badulla      | 8.500            | 1.177.358      | 139                |

Les dades de població corresponen al cens de 2002 i, per tant, les dades marcades amb asterisc (*) són estimacions perquè corresponen als territoris controlats en aquells moments pels rebels tàmils.

## Geografia

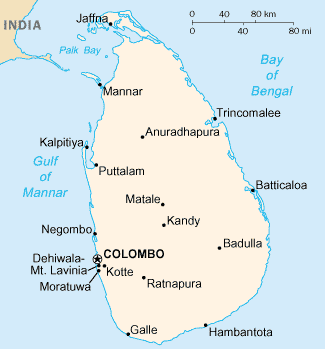
Mapa de Sri Lanka

L'illa de Sri Lanka és separada de l'Índia pel golf de Mannar i l'estret de Palk, però resta enllaçada al continent mitjançant un rosari d'esculls i bancs de sorra anomenat Pont d'Adam. L'estructura geològica de l'illa s'emparenta estretament amb la del sotscontinent indi: el sòcol precambrià, constituït de quarsites, gneis, esquistos i calcàries cristal·lines, és part integrant de l'escut araboindi i aflora per tota l'illa, amb l'excepció de la península de Jaffna, al nord, on desapareix sota una cobertura sedimentària de calcàries miocenes. El sòcol dona origen a un extens nucli muntanyós en el sector meridional de l'illa, amb enèrgiques crestes quarsítiques (en constitueixen les màximes altituds: Pidurutalagala, 2 524 metres; Pic d'Adam, 2 243 metres) i valls profundament encaixades, on neixen els principals cursos d'aigua de l'illa. Entre aquest nucli muntanyós del sud i l'àrea miocena del nord, caracteritzada per un tipus de relleu càrstic, es disposa un sector de transició, que ocupa tot el Sri Lanka central, amb un paisatge de petites planes i relleus residuals modests. Les planes costaneres són especialment desenvolupades a l'oest i al sud, amb nombroses llacunes i cordons litorals; al nord i a l'est, la costa es fa més abrupta.

## Clima
Sri Lanka pot ser descrit com tropical i bastant càlid. La seva posició entre 5 i 10 latituds nord doten el país amb un clima tebi, moderat per vents d'oceà i humitat considerable. L'interval de temperatures va des de 16 °C, a Nuwara Eliya, a les terres altes centrals (on es cobreix de neu o boira, el que pot ocórrer durant diversos dies en l'hivern) fins a 32 °C a Trincomalee, a la costa del nord-est (on les temperatures poden aconseguir 38 °C). La temperatura anual mitjana per al país en total fluctua entre 28 i 30 °C. Les temperatures del dia i la nit poden variar de 4 a 7 °C. Al gener, el mes més fresc, moltes persones porten abric a les terres altes i en altres parts. El període més calorós precedeix a les pluges monsòniques de l'estiu. La pauta de la pluja és influïda pels vents de monsó de l'oceà Índic i la badia de Bengala, que troba els vessants de les terres altes centrals, ocasionant forts xàfecs en els vessants de muntanya i al sud-oest de l'illa. Part dels vessants de sobrevent rep fins a 2500 mm de pluja per mes, però pel sotavent a l'est i al nord-est reben poca pluja. Ocorren ràfegues periòdiques i ciclons tropicals amb pluges i ennuvolats al sud-oest, al nord-est i parts orientals de l'illa. Entre desembre i març, els vents de monsó que venen del nord-est, porten humitat de la badia de Bengala. La humitat és típicament més alta al sud-oest i les regions muntanyoses i depèn de les pautes estacionals de la pluja. A Colombo, per exemple, la humitat roman per sobre de 70% durant l'any, pujant a gairebé el 90% durant l'època monsònica, al juny. Anuradhapura experimenta només el 60% durant el monsó de març, però puja al 79% durant novembre i les pluges de desembre. A les terres altes, la humitat de dia a Kandy oscil·la generalment entre el 70 i el 79%.

## Economia
El sector primari ocupa prop de la meitat de la població activa. Els principals productes agrícoles són el te (del qual és el tercer productor mundial), l'arròs, el cautxú i el cocoter, i en un segon nivell, conreus alimentaris, com ara el blat de moro, el mill, els llegums, el moniato, la patata, la mandioca, oleaginosos, com ara el cacauet, el sèsam i el cotó, productes colonials, com ara el cafè, el tabac, el cacauet, la canya de sucre i les espècies de "les Índies" (canyella "de Ceilan", cardamom, citronel·la, pebre, nou moscada i l'areca), fruiters, com ara l'ananàs i el llimoner, i els productes d'horta.
La ramaderia obté, sobretot, carn de boví, d'aviram i de búfal, llet de vaca, de búfal i de cabra, cuir de boví i de búfal, i energia de búfal, de boví i d'elefant. L'explotació forestal té una certa importància. El sector secundari només ocupa un sisè de la població activa. Les indústries extractives principals són el grafit (primer productor mundial), les pedres precioses de la regió de Radnapura i la sal comuna (Anayiravu, Puttalam, Palaviya). Més interès econòmic tenen la ilmenita i minerals afins, extrets de les sorres. Les indústries manufactureres són poc desenvolupades, i la majoria deriven de les activitats agropecuàries, com ara la producció de copra, de sucre, olis, de la pell, el cautxú (pneumàtics), de la fusta i el paper, la cervesa, el tabac i el cotó. Altres indústries destacades són les del ciment i la construcció, el refinatge de petroli i altres indústries químiques (adobs, productes farmacèutics), ceràmica i siderúrgia, però es troben frenades per la manca d'energia. Les principals indústries són localitzades a Colombo, Maha Nuwara i Jaffna. La xarxa de transports terrestres és formada per un sistema discret de ferrocarrils i un altre de carreteres, de les quals les tres quartes parts de les principals són asfaltades. El 90% del tràfic interior es fa per carretera.

## Demografia
La població (22,576,592 habitants al juliol de l'any 2018) és repartida molt desigualment; les densitats més elevades es registren a la meitat sud-occidental de l'illa, mentre que la meitat nord-oriental té unes densitats molt febles. Constitueixen el nucli de la població els singalesos (74%) i els tàmils (18%); uns altres grups ètnics són els descendents d'àrabs, els burghers i els malais. Les principals religions practicades són el budisme (que practica un 69% de la població, principalment singalesos), l'hinduisme (15%, principalment tàmils), l'islam (8%) i el cristianisme (7%). Les principals llengües parlades són el singalès, el tàmil i l'anglès.